# Waldemar von Puttkamer-Kolziglow
Waldemar von Puttkamer-Kolziglow (* 2. April 1835 in Zarnefanz; † 12. Dezember 1903 in Berlin) war ein deutscher Rittergutsbesitzer und Politiker. Er was Mitglied des Deutschen Reichstags und Mitglied des Preußischen Abgeordnetenhauses.

## Leben
Puttkamer war von 1846 bis 1853 Zögling des Kulmer und Berliner Kadettenhauses. Er trat 1853 in das preußische 2. Garde-Regiment zu Fuß und verließ 1856 den Dienst. Von diesem Jahr an übernahm er von seinem Vater das Gut Neu  Kolziglow im Kreis Rummelsburg in Pommern, das er 1858 vom Vater kaufte; außerdem war er Vorsitzender des Hauptdirektoriums der Stolper Mobiliar-Brand-Versicherungs-Gesellschaft.
Von 1874 bis 1877 und von 1878 bis 1881 war er Mitglied des Deutschen Reichstags für den Wahlkreis Regierungsbezirk Köslin 2 (Bütow, Rummelsburg, Schlawe) und die Konservative Partei. Von 1882 bis 1885 war er Mitglied des Preußischen Abgeordnetenhauses.